# Міхаель Кюхмайстер фон Штернберг
Міхаель Кюхмайстер фон Штернберг (нім. Michael Küchmeister von Sternberg) — 28-й великий магістр Тевтонського ордена з 1414 по 1422 рік.

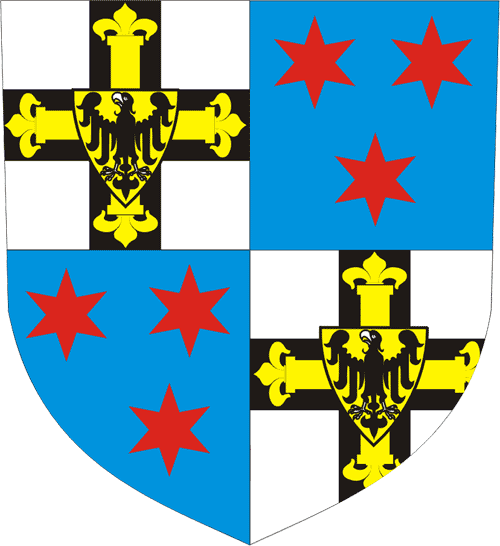
Герб великого магістра Міхаеля Кюхмайстера фон Штернберга

Походив з лицарського роду, який пізніше, у 15-му столітті осів в Пруссії і набув прізвище Кюхмайстер фон Штернберг (нім. Kuchmeister von Sternberg). Час вступу в орден невідомий. Приблизно з 1396 по 1402 роки (з перервами) — прокурор Растенбурга, у 1397 році — комтур у Райні, з 1401 року — компан (помічник) комтура Балги та фогта Натангії Ульріха фон Юнгінгена. У 1402—1404 роках — великий скарбник в Кенігсберзі.
Після укладення Рацьонжського миру у 1404 році, що передавав Жемайтію під владу Тевтонського ордену, Міхаель Кюхмайстер призначений фогтом в Жемайтії.
До 1409 року Великий князь Литовський Вітовт допомагав хрестоносцям тримати у підпорядкуванні Жемайтію, за що ті допомагали Вітовту під час москосько-литовської війни 1406—1408 років (у поході 1408 року, в якому брав участь Міхаель Кюхмайстер).
У 1409 році Вітовт інспірував у Жемайтії повстання, спрямоване проти хрестоносців. Намагаючись здобути союзників в майбутній війні проти Польщі та ВКЛ, Великий магістр ордену Ульріх фон Юнгінген відправив посольство до угорського короля Сигізмунда I, до складу якого увійшов Міхаель Кюхмайстер. На початку 1410 року призначений фогтом Ноймарка. Йому було доручено забезпечити зв'язки ордену з країнами Священної Римської імперії.
У Грюнвальдській битві Міхаель Кюхмайстер участі не брав. У вересні 1410 року на чолі лицарів з Ноймарку увійшов у Гданське Помор'я, але зазнав поразки в битві під Короново та потрапив в полон.
Після укладення миру повернувся в орден та був призначений Маршалом ордену. Був в опозиції до великого магістра Генріха фон Плауена, який плекав наступальні плани у стосунках з Польщею та Литвою. В 1413 році Міхаель Кюхмайстер призначений командувачем військ ордену, які повинні були вдарити по Польщі, однак відмовився виконувати наказ про напад. Організував державний переворот, внаслідок якого захопив владу в Тевтонському ордені. Генеральний капітул в Марієнбурзі у 1414 році обрав Міхаеля Кюхмайстера Великим магістром ордену.
Мирні переговори з Польщею та ВКЛ завершились невдачею, і в 1414 році польсько-литовські війська вторгнулись в Пруссію та розорили території ордену (Голодна війна). Похід закінчився перемир'ям, а питання укладення тривалого миру було передане на розгляд Констанцького собору 1414—1418 років. Однак мир укладений не був.
Під час правління Міхаеля Кюхмайстера в ордені панував економічний застій, росла інфляція. Під натиском опозиції 10 березня 1422 року Міхаель Кюхмайстер покинув посаду Великого магістра. Помер у 1423 році в Данцігу як простий лицар ордену. Похований в каплиці Св. Анни в Марієнбурзі.